# 還住 (青ヶ島)
伊豆諸島の青ヶ島における還住（かんじゅう）とは、江戸時代後期、噴火災害によって天明5年（1785年）までに無人化した青ヶ島に、文政7年（1824年）までにほとんどの元島民が帰還して再定住を果たした出来事。本記事では噴火前から島民の帰還・復興までの経緯、そして後年これを取り上げた文学作品等について記述する。
なお「還住」とは、一度居住地を去った者がその土地に戻り再度居住することを意味する一般名詞で、元々の読みは「げんじゅう」であったが、青ヶ島の還住については「かんじゅう」と読むのが一般的である。
また青ヶ島の還住については、当時は「起返（おこしかえし）」ないし「開発」と呼ばれていたが、後の項目で詳述する通り、柳田國男の著作から「還住」という呼び名が広まった。そこで本記事も「還住」を記事名としている。

## 噴火前の青ヶ島

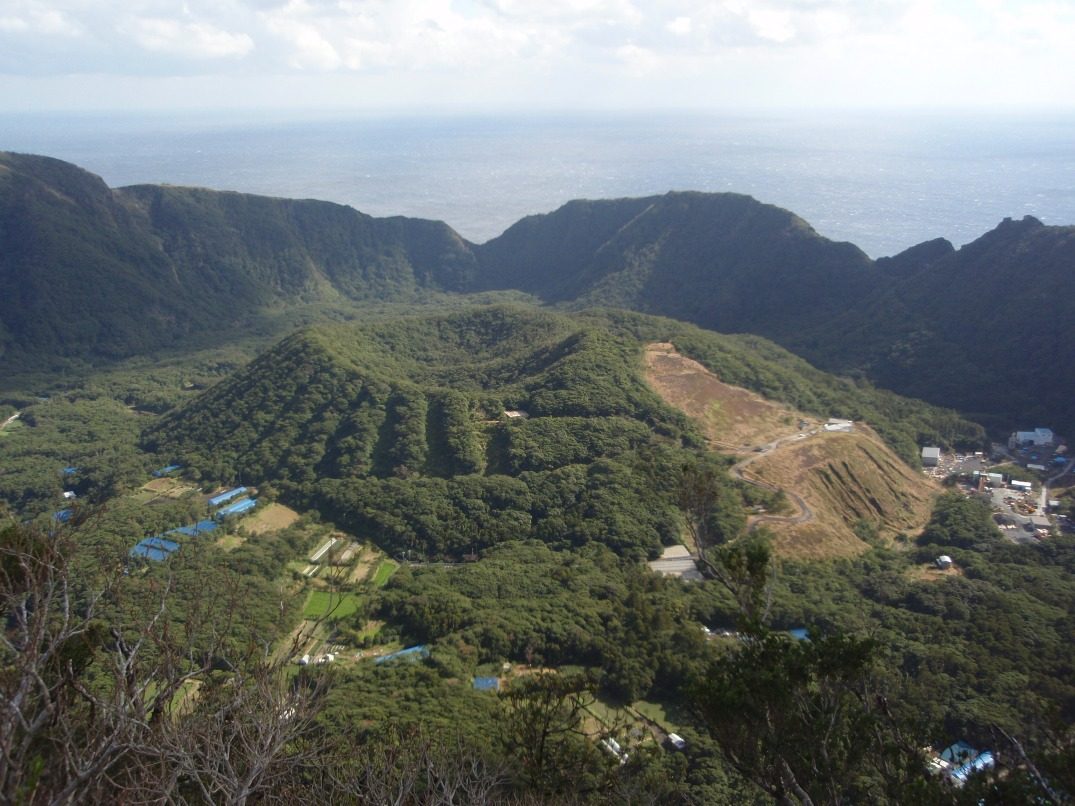
尾山展望公園から見る丸山。かつては淡水の大池、小池があった。

青ヶ島にいつごろから人が住み始めたのか、現在のところはっきりしていない。他の伊豆諸島の島々で発見されている縄文時代や弥生時代の遺跡が青ヶ島ではまったく発見されておらず、中世の遺跡も見つかっていない。文献資料も乏しく、青ヶ島に人が居住しているとの記録が現れるのはようやく15世紀になってからである。
周囲を黒潮が流れる絶海の孤島で、波の荒いことが多い青ヶ島への航行は困難を極め、さらに島の周囲は約50 - 250メートルの海食崖が発達しており、船の接岸も困難であった。15世紀の青ヶ島についての記録の多くは船の遭難に関することであり、この往来の困難さは現在に至るまで青ヶ島に住む人々を悩ませ続けている。
しかし青ヶ島は八丈島・八丈小島と比べて食糧事情が良いという利点もあった。八丈島や八丈小島では台風による風害が多く、作物に甚大な被害が及んで餓死者が出ることも稀ではなかった。19世紀にサツマイモが本格普及するまで、八丈島や八丈小島は慢性的な食糧危機に見舞われていた。
一方、青ヶ島は大きな成層火山の山頂部が海面上に出ている地形をしており、島の南部には直径1.5 - 1.7キロメートルの火口にあたる「池之沢」と呼ばれる地域がある。この池之沢は大きな火口の内側にあるため、強風が遮られ風害が少なく、さらにかつては大池、小池という淡水の池があり、土地も肥沃であった。そのため元禄13年（1700年）11月には、激しい飢饉に襲われた八丈小島の住民24名が青ヶ島へ出発し、全員が行方不明になるという事件も発生していた。
成層火山の大きな火口内である池之沢で噴火が皆無だったわけではない。承応元年（1652年）には池之沢内で噴煙が上がり、寛文10年（1670年）からは約10年間にわたって、池から細かい砂が噴出したとの記録が残されている。しかしいずれも小規模な噴火で、島民に大きな影響を与えることはなかったと考えられる。 安永3年（1774年）の記録によると、青ヶ島には流人1名を加えて328名の島民が、農業やカツオ漁などの漁業、年貢としての生糸を生産するための養蚕を営みながら生活していた。このうち農業や養蚕は池之沢を主な拠点としていた。

## 噴火の開始

### 安永9年の噴火
安永9年6月18日（1780年7月19日）から23日までの6日間、青ヶ島は群発地震に見舞われた。6月24日には地震は収まるが、6月27日、池之沢に噴火口が出現し、そこから大量の湯が噴き上がった。池之沢内の大池と小池の水位は上昇を続け、やがて大池と小池はひとつの大きな池となって耕作地を飲み込んでいった。また水温も上昇して、7月半ばには手を入れられないほどの湯になってしまった。しかも湯は塩水であり、耕地は甚大な被害を受けることになった。噴出した噴煙によっても農作物は被害を受けた。
青ヶ島名主の七太夫は7月末に噴火の被害について報告するために八丈島に渡った。八丈島役所も8月、被害の状況を確認するために見分を実施したが、このときは報告と見分の成果はなく、翌年の天明元年分の青ヶ島の年貢は規定どおりの納入が指示され、通常通り年貢は納められた。

### 天明元年の噴火
安永9年の噴火は翌安永10年（1781年）4月ごろまでには小康状態となったが、翌月の天明元年（1781年）5月からは池之沢で火山灰噴出をともなう噴火が始まった。噴煙は島全体を覆い、再び池之沢内の池の水位が著しく上昇したが、今度は水が引いてしまい、耕地の土が池に流出、耕地に大きな石が残されるといった被害が発生した。
天明2年（1782年）3月、青ヶ島で名船頭として知られた惣兵衛らが乗り込んで「無人島」を探検する船が八丈島を出港した。惣兵衛らは青ヶ島からさらに南へ向かい、現在の鳥島付近まで探検を行った後、悪天候によって漂流を続け、何とか江戸にたどり着くことができた。惣兵衛らは天明3年（1783年）3月、勘定奉行より酒食の振る舞いを受け、さらに4月には韮山代官である江川太郎左衛門からも酒食の振る舞いを受けたうえ、八丈島へ戻った。のちに惣兵衛は天明5年（1785年）に発生した大噴火の発生直後、青ヶ島へ向かい噴火直後の青ヶ島の状況を目の当たりにすることとなる。
天明2年（1782年）4月には韮山代官所の代官の手代らが、八丈島に在島していた名主の七太夫らとともに青ヶ島の巡検を行った。巡検が行われたときには噴火は小康状態となっており、池之沢内で噴火の被害を受けた農地の復興が進められていることが報告されている。

### 天明3年の噴火
天明3年（1783年）3月からの噴火はこれまでのものよりも規模が大きく、甚大な被害が出た。
2月には島の北部にある神子浦（みこのうら）が大崩壊を起こし、舞い上がった土砂が島内の耕地に積もった。3月9日（1783年4月10日）には地震が頻発、そして池之沢に大きな火口が出現し、島内に灼熱した噴石が降り注いだ。この噴火開始時に池之沢にいた14名が死亡し、高温の噴石によって火災が発生して61軒の家屋が焼失した。噴石の噴出後には火山灰が激しく噴出し、島内は真っ暗となった。火山灰は厚く降り積もって島全体の耕地に壊滅的な被害をもたらしたうえ、島の水源をも埋め、雨が降ると火山灰交じりの水が流れ出して人家に流れ込むといった二次災害を引き起こした。
天明3年の噴火では八丈島からも、激しい火の手と猛烈な噴煙が立ち昇るのを見ることができた。八丈島役所では青ヶ島からの報告を受け、被害状況の見分を行う一行を5月に出発させ、噴火後の状況を約1か月見分した。この船は八丈島に戻る際に上総の興津まで流され、ようやく八丈島へと戻った。青ヶ島は厳しい食糧不足に陥り、多くの家も焼失したため、年貢が免除となり、救援の穀物の支給なども行われた。また青ヶ島住民の八丈島への避難も勧められた。
天明4年（1784年）には噴火はなく、青ヶ島の島民は復興に向けて努力をしていた。

## 天明5年の大噴火と全島避難

### 噴火の経緯
天明5年3月10日（1785年4月18日）、最大規模の噴火が始まった。このときの噴火も八丈島から見ることができたため、「無人島」の探検後、八丈島に戻ってきていた惣兵衛は船に救援物資を積み込み、早速青ヶ島へと向かった。3月10日、八丈島を出発した惣兵衛は翌11日には青ヶ島近海に到着したが、島全体が黒雲に覆われ、時々稲妻のような火の玉が飛ぶのが見えるものの、島の様子がほとんどわからないという状態であった。しかも黒煙は惣兵衛の船にまで襲いかかるありさまで、潮の流れも悪くなったこともあり上陸を断念せざるを得なかった。
3月後半になって、青ヶ島から噴火の様子についての注進が名主の七太夫らによって八丈島へもたらされた。それによると、3月10日午前に池之沢から噴火が始まり、運よく北西からの風であったため噴石は島の南側に降下したが、火山灰は島全体に降りかかった。噴火はその後も激しく続き、風向きによっては池之沢北方の人家がある方向にも火山灰が降り積もった。激しい噴火によって食糧の不足とともに水不足が深刻となり、島全体が降り続く火山灰のために昼も暗くなって昼夜の区別がつかなくなるほどであった。
このような状況を受け、もはや青ヶ島で生活することは不可能であり、島民はいったん八丈島へ避難するしか方法がないと、名主の七太夫をはじめとする島民は八丈島の島役所に申し立てた。島役所では4月10日（1785年5月18日）に青ヶ島への視察船を出し、噴火による被害状況の確認を行った。その結果、絶え間なく噴石や火山灰が噴出している状況は続いており、耕作地は畔がわからなくなるほど厚い火山灰に覆われ、ほとんどの草木が枯れ果てて緑はまったく見えず、飲料水も極度に不足し、わずかにある雨水も火山灰などの影響で飲むに耐えない状態であるなど、深刻な状況が改めて明らかになった。この視察船は青ヶ島からの帰りに49人の島民を乗せた。青ヶ島から離れる際には船中に火山灰が降り注ぎ、苦労をしたものの、視察船は無事に八丈島へ戻ることができた。帰島後七太夫らの申し立て通り、島を離れる以外島民が生き延びる方策がないことが報告され、青ヶ島の島民の離島が決定された。

### 避難時の悲劇
天明5年4月27日（1785年6月4日）、八丈島役所が派遣した3艘の救助船が青ヶ島に到着した。このとき青ヶ島には200人あまりの島民がいた。4月末になって噴火はいよいよ激しさを増し、島民たちは海に浸かりながら噴火による熱をなんとか避けている状況であった。
激しい噴火が続く中、救助船は青ヶ島への接岸に成功したが、3艘の船では200人あまりの島民全員を乗せることは不可能であった。まず体力のない多くの老人、子どもたちが船に乗り遅れ、熱い火山灰が降り注ぐ中、船に乗ろうとして海で溺れる者や浜辺で「乗せてくれ」と泣き叫ぶ者たちが大勢いた。言い伝えによれば船端に取りすがった人の手をやむを得ず鉈で切り落としたともいう。結局3艘の救助船には108名の島民と1名の流人、合計109名が乗船し、130 - 140名の島民は乗船することができず、噴火が続く青ヶ島で死亡したとみられる。
100名以上の島民を置き去りにせねばならなかったことは、避難当時の記録にはまったく記されていない。このことは近藤富蔵が著した八丈実記（1848年頃に起草）に詳細が記されている。また後年青ヶ島への帰島が試みられる中、激しいネズミの害に悩まされ続けることになるが、ネズミは青ヶ島で非業の死を迎えなければならなかった人々の霊魂が化したものと考えられ、施餓鬼供養が行われるようになったことが記録に残っている。

## 帰島への挑戦と挫折
救助船は八丈島に無事到着した。八丈島には天明5年に避難した計約160名に、天明5年より前から滞在していた約40名を加え、約200名の青ヶ島島民が暮らすことになった。

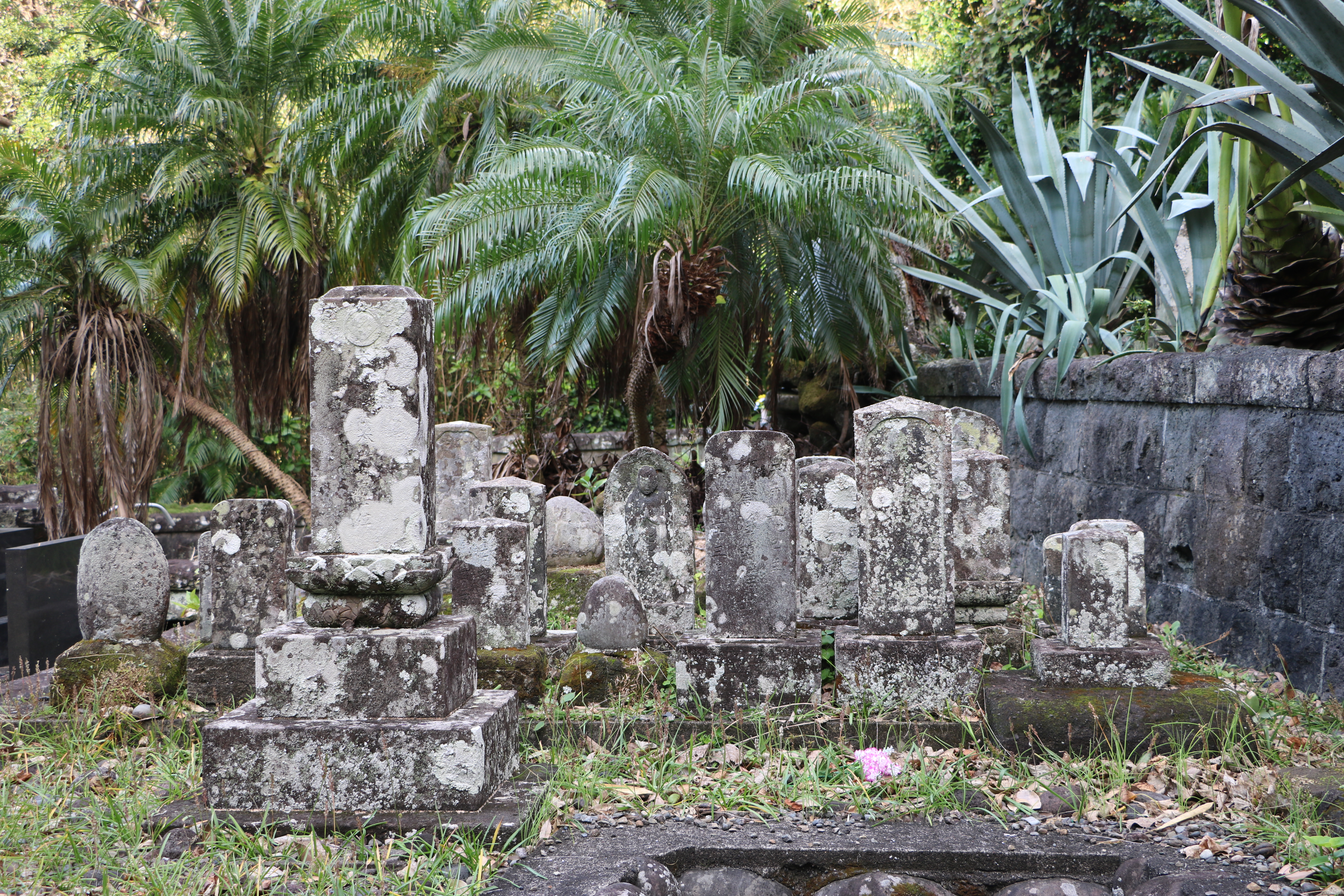
八丈島大賀郷の青ヶ島島民墓地

これら青ヶ島島民の大部分は大賀郷村の外れに集まって住み、おもに八丈島島民の使用人として生計を維持するようになったが、八丈島では青ヶ島で噴火が始まる前の明和3年（1766年）から明和6年（1769年）にかけて大飢饉が起きており、中之郷村では人口の約3分の2にあたる733名が餓死するなど、困窮を極めていた。そこに居候する形となった青ヶ島島民の生活は大変に厳しいものであった。現在、大賀郷には八丈島で死去した青ヶ島島民たちの墓地が残っているが、周囲の墓よりも狭い場所に小さな墓が数多く建てられており、当時の青ヶ島島民たちの厳しい生活ぶりを見ることができる。
青ヶ島の名主の七太夫は、噴火や島民避難の報告と救援依頼のために江戸に向かった。その結果、島民の救援物資として米、麦、大豆が2艘の船に載せて八丈島に送られることになったが、うち1艘は天明5年10月9日（1785年11月10日）、八丈島沿岸に激突して破壊されてしまい、乗船していた七太夫も死亡した。
そのような中、天明6年（1786年）八丈島島民の高村三右衛門が、蓄えてきた500両もの大金を青ヶ島島民救済のために八丈島役所に差し出した。この500両は八丈島の島民に年1割2分の利息で貸し出され、利息のうち10両は高村三右衛門の娘が受領することとし、残りの50両は青ヶ島住民たちの食糧の購入や青ヶ島の復興に充てられることになった。

### 噴火後3年目の青ヶ島
『八丈実記』には天明7年（1787年）6月に噴火後の様子を確認するために、島民が青ヶ島へ渡ったと記録されている。天明5年の噴火以降、時々青ヶ島へ視察が行われていたとの記述もある。しかしその時点の青ヶ島の様子そのものについては記録にない。
噴火後の青ヶ島についての最初の記録は、噴火の約3年後にあたる天明8年（1788年）4月に八丈島役所が行った見分の記録である。これによれば噴火は収まったものの、ようやく草木の緑が戻ってきた段階で、耕作地は火山灰に埋まり、水が得にくい状態は続き、道や船着場も大きく損壊しており、当分人が住めそうもないと判断され、4、5年は青ヶ島の見分は見合わせるべきとの内容であった。

### 名主三九郎の挑戦

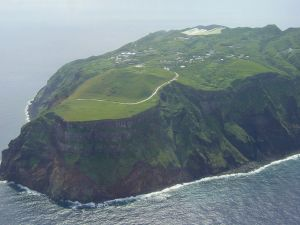
上空からの青ヶ島北部。青ヶ島の人家はこれまでほとんどが北部の傾斜地にあった。

寛政元年（1789年）6月、青ヶ島の名主三九郎が島の見分を行った結果、噴火は収まり木々の緑も少しずつ戻っていたが、飲料水については利用できるかどうか見当がつかない状態であった。三九郎は噴火が収まっていて危険もないと見られるため、少しずつ島の状態を改善していけば島民が戻ることも可能であると判断したが、水も住居もない状態で全員を島に戻すわけにもいかず、まず少数の島民が復興事業を開始し、その後、全島民の帰還を果たすことを考えた。
同年、幕府から青ヶ島の復興開発費として257両2分銀6匁が支給された。翌寛政2年（1790年）3月、青ヶ島島民らに青ヶ島の起返（復興）についての申渡が行われた。寛政4年（1792年）には三九郎らは2度にわたって青ヶ島へ渡航し、島内の様子の再確認と帰島への下準備を行った。八丈島へ戻った三九郎らは島の復興に取りかかれる状態であると報告を行い、八丈島役所では穀物や農具を用意させたうえで三九郎らに「起返」に着手させることとし、寛政5年7月12日（1793年8月18日）、三九郎ら青ヶ島島民20名が2艘の船に乗って青ヶ島に渡った。このうち名主である三九郎ら8名は八丈島へ戻り、残る12名が青ヶ島の復興に従事することになった。

### ネズミとの戦い
寛政5年7月12日（1793年8月18日）に始まった復興は大きな試練にぶつかった。水不足や住居の問題、道路や船着場などのインフラ復興に加え、最大の問題となったのがネズミの害であった。噴火後、人が住まなくなっていた青ヶ島ではネズミが増え、おびただしいネズミの群れが、穂を出した麦や粟などの穀物を食い荒らし、たちまちのうちに丸裸にしてしまった。復興にあたる島民らはネズミの駆除に乗り出し、復興開始から1年足らずの間に約1,500匹のネズミを駆除したものの、焼け石に水であった。
復興開始直後の8月28日（1793年10月2日）には、芋など根菜類を入手することを目的として、復興に従事していた12名の島民のうち5名が八丈島へ向かったものの、八丈島へたどり着くことなく行方不明となる事件が起きた。さらに寛政6年4月13日（1794年5月12日）、名主三九郎ら15名が2艘の船に分乗し、復興従事者のための穀物や食糧を載せて青ヶ島に向かったが、高波のために青ヶ島で船が壊れてしまい、物資も失われてしまった。三九郎ら12名は青ヶ島の状況を見分したあと、火山灰に埋もれた家や家財道具の古材を用いて船を建造し、何とか八丈島へ戻ることができた。
三九郎は八丈島に戻ると韮山代官所に青ヶ島の現状についての報告し、諦めることなく復興資金の援助を請願した。この結果、青ヶ島復興のために船が建造され、寛政6年（1794年）7月、さっそく物資を積んで青ヶ島へ向かった。しかし船は青ヶ島へ着くことなく房総半島に漂着した。同年9月、三九郎はさらに青ヶ島へ物資を積んだ船を送った。船は青ヶ島到着に成功し物資も輸送されたが、約半年後の寛政7年（1795年）2月、八丈島への帰路で難破し、乗員は全員死亡した。同年4月、青ヶ島に向かった船は無事に荷物を送り届け、八丈島にも無事に戻ってきた。しかしこれを最後に数年にわたって、八丈島からの船が青ヶ島にたどり着いた記録はない。寛政8年（1796年）4月には、青ヶ島に向かった船が暴風に流され、房総半島に漂着してしまった。

### 名主三九郎の死
寛政9年（1797年）6月、八丈島とは逆の南から1艘の船が青ヶ島にやってきた。これは天明5年（1785年）、天明7年（1787年）そして寛政2年（1790年）の合計3回の海難事故で鳥島に漂着した野村長平ら14名が、流木などを材料として船を建造し、やっとの思いで鳥島から脱出した船であった。青ヶ島で復興に従事していた人々は苦しい生活を強いられる中でも彼らを歓迎し、2名の水先案内人をつけて彼らを八丈島へ向かわせた。流木で作られた船であったが、14名の漂流民は八丈島に無事到着し、その後、江戸を経て故郷へ帰ることができた。
このとき水先案内人を務めた2名は、八丈島にて青ヶ島の現状報告も行った。報告は主にネズミの害についてであり、作物はよくできるものの穀類はネズミに食い荒らされるために収穫は皆無であること、芋についてはネズミの害はあるものの収穫が可能であること、作物は噴火以前のようによく実るので、開墾する人数を増やしてネズミの駆除に務めれば、青ヶ島での生活は可能であるといった内容であった。
報告を受けた名主三九郎はさっそく青ヶ島へ向かうこととした。寛政9年7月29日（1797年8月21日）、三九郎ら14名の青ヶ島島民は物資を積み込み青ヶ島へ向かった。しかし船は猛烈な時化に遭い、青ヶ島へたどり着くことなく閏7月6日（1797年8月27日）、紀州に漂着した。14名の乗船者のうち11名が死亡し、三九郎も死亡した。

### 三九郎死後の帰島の挑戦と挫折
三九郎の死後も青ヶ島島民らは帰島を諦めることはなかった。寛政11年（1799年）9月、33名の青ヶ島島民が青ヶ島へ向かった。しかし今度の船も漂流のあげく紀州に漂着した。乗組員のうち1名が死亡したが、32名は無事に八丈島へ戻ることができた。
享和元年6月7日（1801年7月17日）、青ヶ島で復興に従事し続けてきた7名は青ヶ島を去り、翌6月8日に八丈島へ着いた。寛政7年（1795年）4月以降、八丈島からの船が6年あまり途絶えた中での孤軍奮闘が幕を閉じた。八丈島役所に提出された報告によれば、食糧として芋のほかにアシタバ、ソテツやユリなどの野生植物や漁をしながら何とか生きてきたが、衣服や鍋釜などが使用に耐えなくなってくるなど生活継続が困難となったため、火山灰に埋もれた家の柱などを材木とし、山刀や鍬を潰して釘を作って船を建造し、八丈島へ向かったという。これ以降、青ヶ島は再びしばらくのあいだ無人島となった。
享和3年（1803年）6月、勘定奉行松平信行の手代である秋元利右衛門が、八丈島の島民の半右衛門や青ヶ島名主の多吉らを伴い、無人島となっていた青ヶ島の見分を実施した。青ヶ島の起返願人となった半右衛門と名主の多吉らは文化3年（1806年）5月、江戸に向かい、青ヶ島の復興計画を提出した。この計画は家屋の再建から鬢付油代まで算定した詳細なものであり、復興には924両あまりの費用を要すとした。しかし文化4年（1807年）には大風のために八丈島は飢饉に見舞われた。飢饉は文化8年（1811年）まで続き、餓死者も相次いだため、八丈島に居候する形の青ヶ島島民は一層厳しい状況に追い込まれ、帰島を実施に移す余裕もなくなった。さらに天明5年（1785年）の離島以後20年以上の年月が経過し、相次ぐ海難事故もあって、青ヶ島で生活していた世代の島民の多くが世を去っていた。青ヶ島島民の中には八丈島避難後に生まれ、青ヶ島を知らない世代も増えつつあり、帰島の実現は困難を増していった。

## 佐々木次郎太夫伊信の登場
こうした状況下、文化14年（1817年）に佐々木次郎太夫伊信が青ヶ島の名主となった。次郎太夫は明和4年4月8日（1767年5月5日）に青ヶ島に生まれたと伝えられており、名主となったのは50歳のときであった。
次郎太夫はさっそく青ヶ島の見分を願い出た。見分願いの中で次郎太夫は、青ヶ島で生活した経験がある者は年老いてきており、八丈島で生まれた者のみで青ヶ島の復興を行うのは経験不足のために失敗する可能性が高くなることを指摘した。また、噴火後年月が経過していることから青ヶ島の復興は可能と判断している。そして5月に青ヶ島の現状について見分を行ったあと、次郎太夫は八丈島自体が食糧難に見舞われている現状では、青ヶ島島民の生活は大変に厳しい状態であること、かつての青ヶ島を知る人々が少なくなってきており、これ以上帰島を遅らせるのは経験や復興への意欲の面からも限界があること、そして見分の結果、土地が噴火前と変わりがない状態まで戻っていることを理由として、青ヶ島の帰返（復興）の実現を要請した。

### 綿密な計画とその実施
名主の次郎太夫は青ヶ島復興に取りかかるにあたり、綿密な計画と準備を行っていった。文化14年（1817年）の時点で青ヶ島島民は177名であったが、まず強健な男性27名を選抜して復興事業にあたらせることにした。27名のうち7名は青ヶ島 - 八丈島間の船の航行を担当し、残りの20名で青ヶ島の復興にあたることとした。復興事業はまず住居の再建、そして食糧の貯蔵倉庫の建設を行うこととし、その後、農作物の栽培を開始するといった計画を立てた。
また次郎太夫の計画は復興費用の節減にも力が注がれていた。当初計画では復興にかかる諸費用は126両あまりと算定した。このうち約117両は天明6年（1786年）に高村三右衛門が青ヶ島島民のために拠出した500両の運用金と、寛政元年（1789年）に青ヶ島の復興開発費として幕府から支給された257両2分銀6匁の残余金でまかなうとし、不足分の9両あまりは翌年の500両の運用金を前借りする形としたいと申し出た。
次郎太夫は実際に青ヶ島の復興に携わる島民たちに対し、九か条にわたる懇切丁寧な約定を申し渡した。約定の中でもっとも強調されているのは復興にあたり、どのような事態においても一致協力して事態にあたる「和」の精神であった。また次郎太夫の指示は具体的かつ実際的でもあった。たとえばこれまでの青ヶ島の復興で大きな障害となった青ヶ島 - 八丈島間の船の運航に関しては、天候状況を綿密に観察し、船長の独断で決めることなく、ほかの乗組員の意見もふまえ、これで大丈夫というときに出航すべきとした。実際これまで多くの船が難破、遭難して復興に大きな支障をきたしていた青ヶ島 - 八丈島間の船は、次郎太夫が名主に就任したあとは一度も遭難することがなく、すべて無事に運行されるようになった。

### 危機とその克服
次郎太夫の指揮の下、まず青ヶ島 - 八丈島間をつなぐ船の建造が開始された。文政元年（1818年）6月には青ヶ島で開発に従事する人たちのための米、粟、麦が用意されており、本格的な青ヶ島の復興が開始されたことが確認できる。文政5年（1822年）ごろにはかなり多くの島民が青ヶ島へ戻って生活をするようになっていたようで、青ヶ島に「頭取世話人」を置く話が持ち上がった。しかし名主次郎太夫の指揮の下に復興にいそしんでいた島民たちは、頭取世話人の設置を断った。
しかし次郎太夫による青ヶ島の復興はすべて順調に進んだわけではなかった。ネズミは相変わらず復興の大きな妨げとなった。また「和」を重視した次郎太夫の指導下でも仲間割れは発生した。文政7年（1824年）5月の記録では、当時次郎太夫は八丈島にあって青ヶ島復興の総指揮を行い、青ヶ島では年寄の多兵衛が指揮を取っていたが、青ヶ島島内で多兵衛の派閥が勢力を持ち始め、次郎太夫や八丈島の地役人に対する批判を行い、また多兵衛の派閥に属さない人々を圧迫するようになった。そのため青ヶ島で復興に携わる人々同士の人間関係が悪化し、復興どころではなくなってしまった。この緊急事態に次郎太夫がどのような処断を下したかは明らかになっていないが、年寄を交代させ関係者を処罰したと考えられている。

## 還住の達成
年寄多兵衛らの問題が浮上していた文政7年（1824年）4月、名主の次郎太夫らごく一部の島民を除き、ほとんどの青ヶ島島民が帰島を果たした。天明5年（1785年）4月の離島から40年が経過しようとしていた。
帰還を果たした人々は、噴火とその後長い期間放置されていたことによって荒れ果てた土地の開墾、船着場、道路、水源地の整備など島の復興のために努力を続けた。ネズミの駆除は主に女性が携わった。かつての10人前後の人員ではどうにもならなかったネズミの害であったが、駆除を行う人数が増えたことで次第に被害は減少した。
天保6年（1835年）、復興がほぼ成った青ヶ島は検地を受け、4年後の天保10年より年貢の納入を行うことが決定された。一方で青ヶ島で生産することが困難である鍋や釜などの支給を受けられるようになり、また青ヶ島が年貢を納めるために使用する船を建造するために20両の助成金が受けられるようになった。
天保15年7月26日（1844年9月8日）、青ヶ島復興に大きな功績を挙げた佐々木次郎太夫伊信に対して、老中真田幸貫の名で銀10枚の褒賞と一代に限り苗字を許す旨の下知がなされた。佐々木次郎太夫伊信は嘉永5年4月11日（1852年5月29日）、青ヶ島で86歳の生涯を閉じたと伝えられている。

## 還住の語源と文学作品

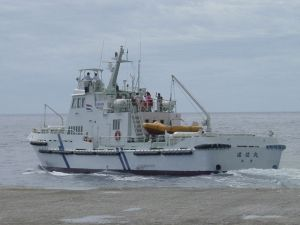
八丈島と青ヶ島を結ぶ還住丸

噴火によって止む無く故郷の青ヶ島を離れ、やがて苦難の末に、50年余りの年月を費やして復興を成し遂げた事実は、多くの著述家に記録されてきた。
志賀重昂は明治27年（1894年）の『日本風景論』で、人々が自らの郷土を愛する例のひとつとして、青ヶ島の還住について記している。大室幹雄は志賀はおそらく橘南谿『西遊記』などからこの事実を知ったのであろうと述べつつ、天保生まれの老人もまだ多く存命していた明治中期において、「青ヶ島還住の苦難の出来事は、まだ完全には過去になりきっていない事件だったであろう」と述べている。
柳田國男は昭和8年（1933年）に『青ヶ島還住記』を発表した。ここで用いられた「還住」という言葉は青ヶ島帰島を指す言葉として定着し、八丈島と青ヶ島を結ぶ定期船「還住丸」の名前にも用いられていた（2014年1月より「あおがしま丸」に交代）。また柳田は還住の達成に尽くした名主次郎太夫を、青ヶ島還住記の中で「青ヶ島のモーゼ」と呼び、その功績を称えた。
井伏鱒二は八丈実記の記録を参考にして、昭和9年（1934年）に青ヶ島への還住を主題とした『青ヶ島大概記』を著した。「漂流民」である青ヶ島島民が、公儀（伊豆代官）に向けて記した上申書という体裁を取ったフィクションであるが、井伏自身は史料を多く引用する同作を「史実小説」と呼称した。
児童向けの本としては、三田村信行の『火の島に生きる 悲劇の島・青ケ島の記録』（偕成社、1987年）がある。

## 年表
- 1780年（安永9年）- 6日間の群発地震のあと、池之沢から塩水の湯が大量に噴出し、噴煙も出て農地が大きな被害を受ける。
- 1781年（天明元年）- 池之沢から火山灰が噴出。再び池之沢で湯が噴出し、池之沢内の大池、小池の水位が急上昇したあと、急速に水が引いたために、耕地の土砂が失われる。
- 1783年（天明3年）- 池之沢に大きな噴火口が出現し、噴石や火山灰が大量に噴出した。池之沢に滞在中の島民が死亡し、噴火によって発生した火災のため多くの家屋が焼失した。耕地の多くが火山灰に埋まる。
- 1785年（天明5年）- 大噴火が発生。青ヶ島島内全体に噴石、火山灰が厚く積もり、青ヶ島での生活が不可能になったため、1785年6月4日に島民は八丈島に避難。しかし、130 - 140名の島民は避難船に乗れず死亡する。
- 1786年（天明6年）- 八丈島島民の高村三右衛門は、自身が蓄えてきた500両を青ヶ島島民救済のために八丈島役所に提出。500両を基金として運用したお金は青ヶ島島民の食糧購入や復興資金に充てられることになる。
- 1789年（天明9年）- 青ヶ島の名主三九郎が青ヶ島を見分、島の復興は可能と報告した。青ヶ島の復興開発費として257両2分銀6匁が支給された。
- 1793年（寛政5年）- 青ヶ島に12名の島民が渡り復興計画が開始されるも、激しいネズミの害により復興は難航。ネズミの害に比較的強いと考えられた芋類を入手しようと八丈島に向かった5名の島民が行方不明に。
- 1794年（寛政6年）- 3度にわたって八丈島から青ヶ島に復興支援物資の輸送が行われるも1回しか成功せず、成功した1回も八丈島への帰還時に船が難破し、乗組員全員が死亡。
- 1795年（寛政7年）- 八丈島からの物資の輸送に成功。帰路も無事に八丈島へ戻った。
- 1796年（寛政8年）- 八丈島から青ヶ島へ向かった船は漂流の上房総半島に漂着、物資の輸送に失敗。
- 1797年（寛政9年）- 鳥島に漂着した野村長平らが青ヶ島にたどり着く。漂流民たちは復興に従事していた青ヶ島島民2名を水先案内人として八丈島へ向かう。八丈島に到着した2名から青ヶ島の現状を聞いた名主三九郎ら14名が青ヶ島へ向かうも、船が漂流して三九郎ら11名が死亡した。
- 1799年（寛政11年）- 八丈島から青ヶ島へ33名の島民が向かうも、船が漂流して紀州へ流される。
- 1801年（享和元年）- 青ヶ島で復興に従事してきた島民らが八丈島へ戻り、その後、青ヶ島はしばらく無人島となる。
- 1803年（享和3年）- 勘定奉行松平信行の手代である秋元利右衛門が、八丈島の島民の半右衛門と青ヶ島名主の多吉らを伴い、無人島となっていた青ヶ島の見分を実施する。
- 1806年（文化3年）- 青ヶ島の起返願人となった半右衛門と青ヶ島名主の多吉が青ヶ島復興計画を立案するも、八丈島に飢饉が続いたため、計画の遂行はできず。
- 1817年（文化14年）- 佐々木次郎太夫伊信が青ヶ島の名主となり、青ヶ島の見分実施、復興計画の立案と精力的に帰島計画の実現に動き出す。
- 1818年（文政元年）- このころから佐々木次郎太夫伊信の指導の下、青ヶ島への帰島計画の実施が進められる。
- 1824年（文政7年）- ほぼ全島民が青ヶ島へ帰島し、還住が達成される。
- 1835年（天保6年）- ほぼ復興が成った青ヶ島で検地が実施される。